# Orhaneli

Lage von Orhaneli innerhalb von Bursa

Orhaneli ist eine Stadt im gleichnamigen Landkreis der türkischen Provinz Bursa und gleichzeitig ein Stadtbezirk der 1986 geschaffenen Büyükşehir belediyesi Bursa  (Großstadtgemeinde/Metropolprovinz). Der Ort liegt etwa 35 Kilometer südlich des Zentrums von Bursa. Die im Stadtsiegel abgebildete Jahreszahl 1888 dürfte auf das Jahr der Erhebung zur Gemeinde (Belediye/Belde) hinweisen.
Der Landkreis liegt im Süden der Provinz. Er grenzt im Westen an Mustafakemalpaşa, im Norden an Nilüfer und Osmangazi, im Osten an Keles, im Südosten an Harmancık und im Südwesten an Büyükorhan. Nördlich der Kreisstadt fließt der Orhaneli Çayı (auch Kocasu), der weiter westlich in den Aliova Çayı mündet. Der Orhaneli Çayı ist im Westen des Landkreises zum Stausee Çınarcık Barajı aufgestaut.
Frühere Namen des Ortes waren Adırnas (bis 1928), Atranos und in byzantinischer Zeit Adraneia oder Adrianoi.

## Persönlichkeiten
- Ozan Tufan (* 1995), türkischer Fußballspieler